# Xã Johnson, Quận Carter, Missouri
Xã Johnson (tiếng Anh: Johnson Township) là một xã thuộc quận Carter, tiểu bang Missouri, Hoa Kỳ. Năm 2010, dân số của xã này là 2.514 người.